# Molophilus gurara
Molophilus gurara är en tvåvingeart som beskrevs av Günther Theischinger 2000. Molophilus gurara ingår i släktet Molophilus och familjen småharkrankar. Inga underarter finns listade i Catalogue of Life.